# الانفصال في الصين

أقصى مدى إقليمي لسلالة تشينغ الحاكمة في الصين عام 1820

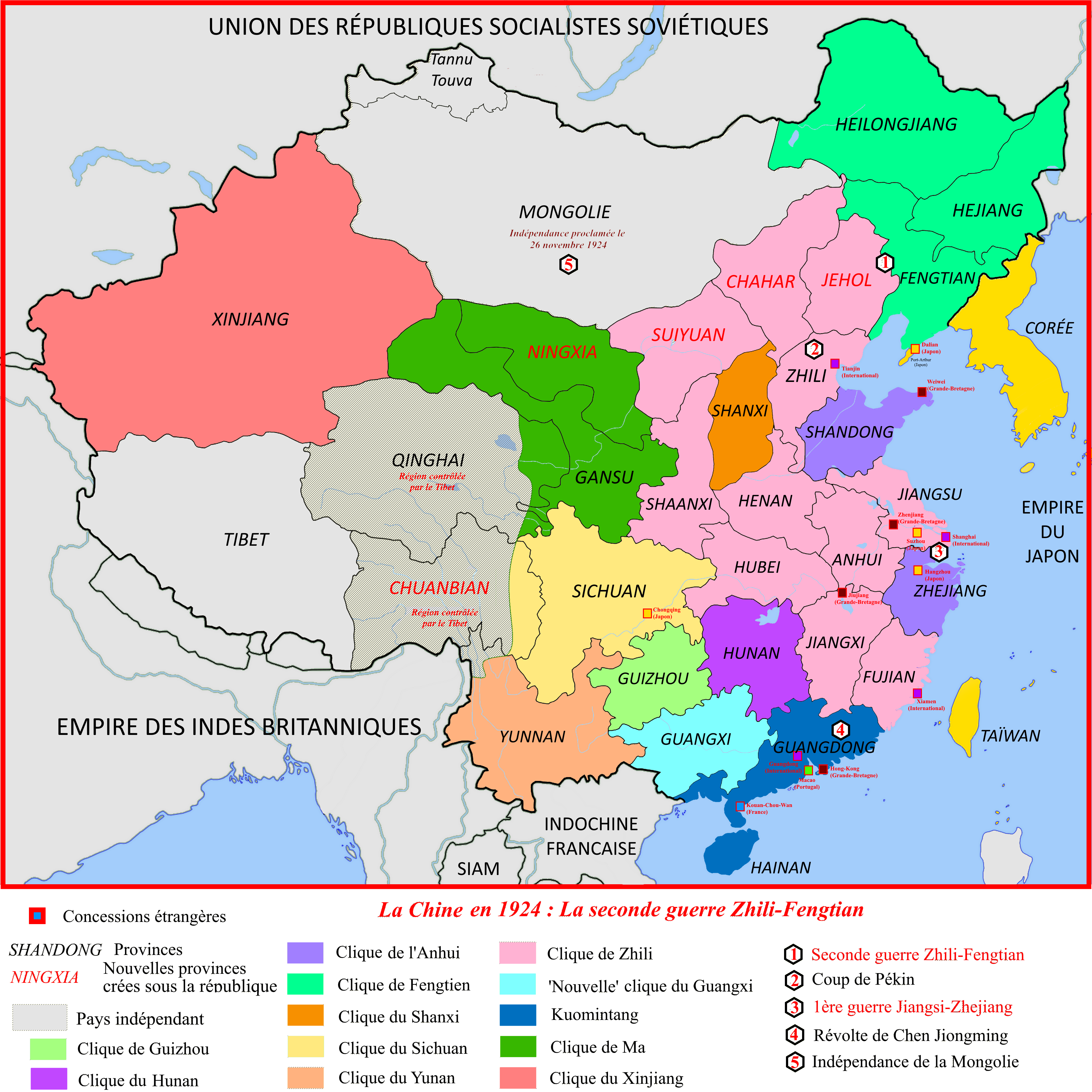
عصر أمراء الحرب في الصين عام 1924

يشير الانفصال في الصين إلى عدة حركات انفصالية في جمهورية الصين الشعبية. حيث وافق دستور عام 1931 للحزب الشيوعي الصيني على الانفصال باعتباره قانونيًا من خلال تنصيص منطوق المادة 14 على أن «"الحكومة السوفيتية في الصين تعترف بحق تقرير المصير للأقليات القومية في الصين، وحقهم في الانفصال الكامل عن الصين، وتشكيل دولة مستقلة لكل أقلية قومية"». ومع ذلك، أدى تغيير الحزب الشيوعي الصيني من مجموعة ثورية إلى سلطة مهيمنة في عام 1949 إلى استبعاد هذا الحق من الدساتير اللاحقة واختفاء أية فرصة قانونية للانفصال من القانون الصيني.

## قائمة الحركات الانفصالية في جمهورية الصين الشعبية
| المنطقة المطالب بها                       | الوضع السياسي الحالي داخل جمهورية الصين الشعبية | عاصمة المنطقة        | المساحة (كم 2 ) من المنطقة | مجموع سكان المنطقة | حركة الاستقلال الرئيسية           | المجموعة العرقية الرئيسية الساعية إلى الاستقلال                   | سكان المجموعة العرقية الساعية للاستقلال          |
| ----------------------------------------- | ----------------------------------------------- | -------------------- | -------------------------- | ------------------ | --------------------------------- | ----------------------------------------------------------------- | ------------------------------------------------ |
| تركستان الشرقية (سنجان)                   | مناطق الحكم الذاتي في الصين                     | أورومتشي             | 1,664,897                  | 24,870,000         | حركة الاستقلال في تركستان الشرقية | الأويغوريون                                                       | 12,123,000 (في الصين) أو ~13,500,000 (في العالم) |
| هونغ كونغ                                 | مناطق جمهورية الصين الشعبية الإدارية الخاصة     | هونغ كونغ            | 2,755                      | 7,500,700          | حركة استقلال هونغ كونغ            | سكان هونغ كونغ (أي مقيم في هونغ كونغ ؛ في الغالب عرقية-كانتونيون) | 7,234,800 (في هونغ كونغ) أو ~8,600,000 (عالميا)  |
| ماكاو                                     | مناطق جمهورية الصين الشعبية الإدارية الخاصة     | ماكاو                | 115                        | 696,100            | حركة استقلال ماكاو                | شعب ماكاو (أي مقيم في ماكاو ؛ في الغالب عرقية- كانتونيون)         | 642,753 (في ماكاو) or ~710,000 (عالميا)          |
| مانشوكو (هيلونغجيانغ، جيلين، لياونينغ)    | مقاطعات صينية                                   | هسنكينغ (تشانغتشون)  | 791,826                    | 109,674,521        | حكومة مانشوكو المؤقتة             | مانشو (قومية)                                                     | 10,410,585 (في الصين) أو ~10,430,000 (عالميا)    |
| (منغوليا الداخلية)                        | مناطق الحكم الذاتي في الصين                     | هوهوت                | 1,183,000                  | 25,050,000         | حركة الاستقلال المنغولية الداخلية | المغوليون أو مغول                                                 | 5,981,840 (في الصين) or ~10,000,000 (عالميا)     |
| التبت (منطقة التبت ذاتية الحكم، تشينغهاي) | مناطق الحكم الذاتي في الصين؛ مقاطعات صينية      | شينغوان (منطقة لاسا) | 1,948,400                  | 8,806,722          | حركة استقلال التبت                | تبتيون                                                            | ~6,300,000 (في الصين) or ~6,500,000 (عالميا)     |

## حركات

تمثل مناطق الحكم الذاتي حوالي 45٪ من مساحة أراضي جمهورية الصين الشعبية

التقسيمات الإدارية والنزاعات الإقليمية. مناطق الحكم الذاتي باللون الأصفر

### التبت
بعد فشل انتفاضة التبت، تبع بعض التبتيين الدالاي لاما في الهند، وأسسوا حكومة في المنفى تسمى الإدارة التبتية المركزية.
لم تعد الحركة مدعومة من قبل الدالاي لاما الرابع عشر تينزن غياتسو، الذي على الرغم من أنه دافع عنها من عام 1961 إلى أواخر السبعينيات، اقترح نوعًا من الحكم الذاتي عالي المستوى في خطاب ألقاه في ستراسبورغ عام 1988، ومنذ ذلك الحين قيد منصبه إما إلى الحكم الذاتي للشعب التبتي في منطقة التبت ذاتية الحكم داخل الصين، أو توسيع منطقة الحكم الذاتي لتشمل أجزاء من المقاطعات الصينية المجاورة التي يسكنها التبتيون.

### تركستان الشرقية
تقاتل عدة جماعات انفصالية مسلحة الحكومة الصينية (جمهورية الصين الشعبية) في شينجيانغ، وتحديداً الحزب الإسلامي التركستاني ومنظمة تحرير تركستان الشرقية والتي يعتبرها البعض مرتبطة بتنظيم القاعدة والدولة الإسلامية.

### منغوليا الداخلية
يتم دعم استقلال جنوب منغوليا من قبل بعض الأحزاب السياسية مثل حزب الشعب المنغولي الداخلي، العضو في منظمة الأمم والشعوب غير الممثلة؛ حركة التحالف الديموقراطي المنغولي الجنوبي وحزب الاتحاد الليبرالي المنغولي.